# 藤巻恵理子
藤巻 恵理子（ふじまき えりこ、1974年10月18日 - ）は、日本の女性声優、ナレーター。東京都出身。青二プロダクション所属。

## 略歴
小学3、4年生の頃に、アニメーション映画『風の谷のナウシカ』を見て声優を目指した。それまではアニメを見ても、声優が誰かはあまり意識していなかったという。尊敬している声優はナウシカを演じていた島本須美を挙げている。
小学生の頃からの「声優になりたい」と言っており、両親は温かく見守ってくれたという感じだった。ただし、「短大だけは行きなさい」と言われて共立女子短期大学に進学。これだけは母が譲ってくれなかったが、短大時代は声優養成所に行くためのアルバイトばかりしており、あまり思い出がなかった。皆が就職活動でスーツ来ていた時でも普段着で、誰も出てなかったが、授業にも出ていた。
青二塾東京校第16期卒業。

## 人物
洋画の吹き替えがある時は、見学には行っている。出演しているわけではないが、何度も見学に行っていることから、「見学によく来るね」と言われたこともあり、スケジュール表がけっこう見学で埋まっていたりしているという。
登場人物が全部動物のアニメで子供で、男の子という設定のバク役を演じていたが、先輩が労音自体は終わってから「バクじゃない」と言われておりそのことは衝撃だった。他の役を見ていたところ、パンダはパンダになっているわけだが、バクはそうではなくちゃんとイメージできておらず、あらかじめ絵をもらったため、自分なりに作って入った。しかし、よくわからず、出来たものを見ていると、違っており、「動物がいる中に、一人普通の男の子が混ざってる」という感じだった。男の子を持続させるのが辛く、喋っているうちに、女の子になってしまい、普通に話しているところはいいが、これが「〇〇ちゃーん」にように叫ぶと「あ、声が高い」と思った。潜在意識には「自分が男の子だ」というのがあるため、意識はしていないことから男の子ぶってはいないが、「どこかに男の子というのが出てくる……」と考えながら、足をばたばたしている子供やお母さんと話している子供をじっと見ているという。
資格・免許は普通自動車免許、江戸文化歴史検定3級。
趣味はジョギング、着物、料理、読書。特技は落語。

## 出演
太字はメインキャラクター。

### テレビアニメ
1998年
- Bビーダマン爆外伝（キャスター、カナリアロン、おんなのこボン、ダークオイチ、アナウンサー、しゅふボン、しょうねんの母）

1999年
- ぐるぐるタウンはなまるくん（1999年 - 2001年、はなまるくん）
- ドラえもん（少年C)
- To Heart（少女、女子生徒、女子部員、体育教師、小百合）

2001年
- ヒカルの碁（趙石）

2003年
- グリーングリーン（朽木双葉）
- クレヨンしんちゃん（女子大生）
- ふぉうちゅんドッグす（カレン）

2008年
- ポルフィの長い旅（ヘレナ）
- ユメミル、アニメ「onちゃん」（2008年 - 2010年、ouちゃん、かしまし花、mu） - 2シリーズ

2009年
- はっけん たいけん だいすき!しまじろう（キラキラ君）

2010年
- しまじろう ヘソカ

2011年
- ともだち8にん（ニージョ、ボッチ）

2012年
- 聖闘士星矢Ω（バルチウス）

### 劇場アニメ
- ドクタースランプ アラレのびっくりバーン（1999年、モデル）

### OVA
- 湘南爆走族 完結篇 桜吹雪の卒業式（1999年、桃山マコ）
- メルティランサー The Animation（1999年、オペレーターB）
- ガンバレ!ガンバレ!はなまるくん（1999年、はなまるくん）
- ぐるぐるタウンはなまるくん（1999年、はなまるくん）
- グリーングリーン（2002年、朽木双葉）

### ゲーム
1997年
- パワードール2（フリデリカ・アイクマン）

1998年
- 星の丘学園物語 学園祭（鳴海泪、篠崎美耶）
- 英雄志願 -Gal Act Heroism-（アルネ）
- みさきアグレッシヴ!（クリス＝オリヴァ、風間三葉）

1999年
- 学園戦隊ソルブラスト（佐藤教諭、草津結花）
- ナース物語（中川泉美）
- マリオネットカンパニー（役名なし）
- ルームメイトW 〜ふたり〜（佐藤かおり）

2000年
- BLOODY ROAR 3（ウラヌス）

2001年
- グリーングリーン（朽木双葉）
- 鉄拳4（平野美晴）

2002年
- ゼノサーガ エピソードI［力への意志］（ラピス・ローマン）
- テイルズ オブ ファンダム Vol.1（マリアン・フュステル）
- BLOODY ROAR Extreme（ウラヌス）
- ラブ★スマッシュ!（ブルー）

2003年
- ラブ★スマッシュ!5 〜テニスロボの反乱〜（ブルー）

2004年
- グリーングリーン2 恋のスペシャルサマー（朽木双葉）
- BLOODY ROAR 4（ウラヌス）

2005年
- グリーングリーン3 ハローグッバイ（朽木双葉）
- Like Life an hour（山崎妙）

2006年
- 鐘ノ音ダイナティック（朽木双葉）
- テイルズ オブ デスティニー（マリアン・フュステル）※PS2版
- 炎の宅配便（アスカ）

2020年
- テイルズ オブ ザ レイズ（マリアン・フュステル）

### ドラマCD
- テイルズ オブ デスティニー（マリアン・フュステル）
- 街 第Qの男 〜QはquestionのQ〜（A子、ウェイトレス）
- わたしたちの田村くん ドラマCD（蜂谷先生）
- ONE 〜輝く季節へ〜 ドラマCD（南条紗江子）

### 吹き替え

#### 映画
- クロオビ・キッズ/メガ・マウンテン奪回作戦 （ジェニファー〈リンゼー・フェルトン〉）
- ザ・プレイヤーズ（エボニー〈モニカ・カローン〉）
- 水曜日の女（ミミ〈ブリトニー・アービン〉）
- ダニエル・スティール/タイタニック（アレクシス〈ジーナ・フィリップス〉）※テレビ東京版
- ハイテクサンタがやってきた（ケイトリン）
- バレンタイン
- フェイス/オフ ※ソフト版
- マイフレンド イエティ（チャーリー）

#### ドラマ
- フリークス学園（エイミー）

#### アニメ
- マドレーヌ（クロエ）

### ナレーション
- ウッチャきナンチャき（コーナーナレーション） - TBS
- Pooh! - TBS
- ワンダフル（コーナーナレーション） - TBS
- モテカワCollection
- Asia Navi -　旅チャンネル
- 虎ノ門市場便り -　テレビ東京、2008年 - 2009年
- 虎ノ門市場スペシャル -　テレビ東京、2008年 - 2010年
- 水前寺清子の人生は三百六十五歩のマーチ - BSフジ

### ラジオ
- 角川アニメホットライン

### その他コンテンツ
- 読売ジャイアンツ マスコットキャラクター（ビッキー〈ジャビ子〉の声）
- PRIDEシリーズ（場内アナウンス）
- 七色未来（深田美幸）